# Azul marino
Azul marino, es un color azul oscuro o una variedad de colores oscuros relacionados con el azul. Puede variar desde un tono azul medianamente oscuro hasta un color negro azulado. No se debe confundir con azul ultramar, el cual es un pigmento con otra coloración azul y que tiene uso artístico/pictórico.

## Historia
Etimológicamente, el nombre deriva del azul oscuro usado ampliamente en uniformes de diversas marinas de guerra. Ha sido usado por los oficiales de la Marina Real Británica desde 1748 y, posteriormente, fue adoptado también por varias armadas del mundo. El uniforme marino francés lo usa desde el Primer Imperio francés en 1804.
Durante el siglo XIX, el color negro tuvo amplio dominio en las indumentarias consideradas serias. Sin embargo, los tintoreros usaron los pigmentos azul de Prusia y añil para lanzar a finales del siglo XIX la moda de telas y vestidos de color azul marino, lo que se convirtió en un fenómeno social. El azul marino ofreció la ventaja de ser tan sobrio como el negro, pero menos duro y sobre todo más barato. Especialmente después de la Primera Guerra Mundial, desplazó al negro en muchas profesiones tales como marinos, militares, gendarmes, policías, bomberos, funcionarios de correos, transportistas, etc. Sólo jueces y fiscales mantuvieron su indumentaria negra.

## Variedad de azules oscuros
Algunos ejemplos de azul marino y otros azules oscuros:
| Nombre                  | Muestra | Cod. Hex. | RGB | RGB | RGB | HSV  | HSV  | HSV |
| ----------------------- | ------- | --------- | --- | --- | --- | ---- | ---- | --- |
| Azul marino (U.S. Navy) |         | #00304E   | 0   | 48  | 78  | 203° | 100% | 31% |
| Azul marino (autos)     |         | #19284C   | 25  | 40  | 76  | 222° | 67%  | 30% |
| Añil o índigo           |         | #00416A   | 0   | 65  | 106 | 203° | 100% | 42% |
| Azul de Prusia          |         | #003153   | 0   | 49  | 83  | 205° | 100% | 33% |
| Azul medianoche         |         | #2A2A46   | 42  | 42  | 70  | 240° | 40%  | 27% |
| Azul océano             |         | #1D334A   | 29  | 51  | 74  | 211° | 61%  | 29% |
| Turquí                  |         | #122562   | 18  | 37  | 98  | 216° | 100% | 42% |

### Colores web
Azul marino web:
|           | Navy                   |
| HTML      | #000080                |
| RGB       | (0, 0, 128)            |
| HSV       | (240°, 100 %, 50 %)    |
| Protocolo | CSS / HTML / VGA / X11 |

Muestras de colores web (X11) en azul oscuro:
| Nombre                         | Muestra | Cod. Hex. | RGB | RGB | RGB | HSV  | HSV  | HSV |
| ------------------------------ | ------- | --------- | --- | --- | --- | ---- | ---- | --- |
| Azul oscuro (DarkBlue)         |         | #00008B   | 0   | 0   | 138 | 240° | 100% | 55% |
| Azul medianoche (MidnightBlue) |         | #191970   | 25  | 25  | 112 | 240° | 78%  | 44% |